# زنگ شاوزوان
 زنگ شاوزوان (انگلیسی: Zeng Shaoxuan؛ زادهٔ ۲۹ اوت ۱۹۸۱) یک تنیس‌باز اهل جمهوری خلق چین است.